# إلفيس أرواخو
إلفيس أرواخو (بالإسبانية: Elvis Alejandro Araújo Ramírez) هو لاعب كرة قاعدة فنزويلي، ولد في 15 يوليو 1991 في ماراكايبو في فنزويلا.

## وصلات خارجية
- إلفيس أرواخو على موقع دوري كرة القاعدة الرئيسي (الإنجليزية)
- إلفيس أرواخو على موقع الدوري الياباني لكرة القاعدة (الإنجليزية)
- إلفيس أرواخو على موقعبيزبول رفرنس.كوم (الدوري الرئيسي) (الإنجليزية)
- إلفيس أرواخو على موقعبيزبول رفرنس.كوم (الدوري الثانوي) (الإنجليزية)
- إلفيس أرواخو على موقع إي إس بي إن.كوم (أم.أل.بي) (الإنجليزية)
- إلفيس أرواخو على موقع مشجعي الرسوم البيانية (الإنجليزية)